# ناوشکن کلاس مده‌آ
دیسترویر کلاس مدا (به انگلیسی: Medea-class destroyer) یک کلاس از کشتی است که طول آن ۲۷۳ فوت ۶ اینچ (۸۳٫۳۶ متر) می‌باشد.